# Mediometraje
Un mediometraje es una película con una duración intermedia entre el cortometraje y el largometraje.
De acuerdo con la norma impuesta por la industrialización del cine, debido a la duración, por lo general un mediometraje puede ser distribuido comercialmente solo si se combina con otros cortometrajes o mediometrajes.[cita requerida]